# José Buenaventura Navas
José Buenaventura Navas Villafuerte (12 de junio de 1910 - 10 de septiembre de 1940), fue un educador, poeta, historiador y promotor cultural ecuatoriano, autor de varias monografías cantonales.

## Resumen biográfico
Hijo de Octavio Navas y Mercedes Villafuerte de Navas, tuvo varios hermanos entre los que se destacó el General José Dionisio Navas.
Estudió en el colegio religioso La Salle e —inmerso en la actividad intelectual— alternó inicialmente con Agustín A. Freire, María Piedad Castillo de Leví, Manuel J. Calle y Zoila Ugarte de Landívar. Fue teniente del ejército del Ecuador y jefe político del cantón Santa Elena.
Colaboró con publicaciones de su época y fundó y administró otras como Luz y Sombra, Primavera Literaria, El Pensamiento, Juan Montalvo, Olmedo, La Pluma y Bandera Roja. Fue director y propietario de la revista mensual Variedades, que se vendía en Ecuador y también en México y Bolivia.

## Obra

### Monografías
Se dedicó a escribir sobre los lugares que visitaba, entre ellos: Manabí, Guayaquil, Milagros, Urdaneta, Balzar, Daule y Santa Elena. En ellas describía la historia política, fundadores, gente importante, economía, y los productos de comercio entre otra información. 
En la monografía de Balzar se encuentra una poesía en homenaje de su madre muerta.

### Poesías
Escribió dos libros de poesía: Latidos del Corazón y En el País del Ensueño. En sus obras se destacaba el tema del amor y el desengaño.

Mi libro va hacia las almas buenas.Mi libro, como una mariposa de oro, con las alas abiertas, va a posarse en el corazon de los que aman,de los que sufren, de los que sienten palpitar en sus cerebros las divinas sensaciones del ideal y del ensueño.
José Buenaventura Navas, Latidos del Corazón

La letra de su poema Todavía fue usada por el cantor Carlos Silva Pareja para una canción.